# Victorian PGA Championship
Het Victorian PGA Championship is een golftoernooi van de leden van de Australische PGA. Het werd in 1924 opgericht. 

## Winnaars
| - 1924: Rowley Banks - 1925: Edward J (Ted) Smith - 1926: Edward J (Ted) Smith - 1927: Horace Boorer - 1928: Rufus Stewart - 1929: Reg Jupp - 1930: Don Thomson - 1931: William Joseph Fowler - 1932: George Naismith - 1933: Bert Ferguson - 1934: George Naismith - 1935: Edmund F Naismith - 1936: Edmund F Naismith - 1937: Charlie M Connors - 1938: Charlie M Connors - 1939: Martin Smith - 1940–1945: niet gespeeld - 1946: Eric Cremin - 1947: Eric Cremin - 1948: Ossie Pickworth - 1949: Eric Cremin - 1950: J Harris | - 1951: Martin Smith - 1952: Peter Thomson - 1953: Peter Thomson - 1954: Ossie Pickworth - 1955: Ossie Pickworth - 1956: Ossie Pickworth - 1957: J Harris - 1958: P Mills - 1959: J Harris - 1960: J Harris - 1961: J Harris - 1962: Kel Nagle - 1963: J Harris - 1964: Bruce Devlin - 1965: Alan Murray - 1966: G Flanagan - 1967: B Green - 1968: Alan Heil - 1969: Geoff Parslow - 1970: B Jennings - 1971: P Mills - 1972: John Davis | - 1973: B Green - 1974: Stewart Ginn - 1975: Guy Wolstenholme - 1976: Glenn McCully - 1977: Vaughan Somers - 1978: Lanny Wadkins - 1979: Ian Stanley - 1980: William Britten - 1981: A Bonnington - 1982: Trevor McDonald - 1983: Vaughan Somers - 1984: Wayne Riley - 1985: Rodger Davis - 1986: Wayne Smith - 1987: Peter Senior - 1988: David Ecob - 1989: David Ecob - 1990: niet gespeeld - 1991: Andrew Labrooy - 1992: David Armstrong - 1993: Michael Barry - 1994: Stuart Appleby | - 1995: David Armstrong - 1996: Mike Harwood - 1997: Jason Dawes - 1998: Kevin Booker - 1999: Chris Gaunt - 2000: Matthew Habgood - 2001: Nathan Gatehouse - 2002: Craig Carmichael - 2003: Martin Doyle - 2004: niet gespeeld - 2005: Cameron Percy - 2006: Steven Jeffress - 2007: Ashley Hall - 2008: Marc Leishman - 2009: Andre Stolz - 2010: Alistair Presnell - 2011: James Nitties - 2012: Gareth Paddison - 2013: David McKenzie (-13) |

 Victorian PGA Championship ·
 Queensland PGA Championship ·
 Victorian Open ·
 New Zealand Open ·
 Fiji International ·
 Queensland Open ·
 South Pacific Open Championship ·
 Western Australian Open ·
 Perth International ·
 Western Australia PGA Championship ·
 New South Wales Open ·
 Australian Masters ·
 Australian Open ·
 New South Wales PGA Championship ·
 Australian PGA Championship